# Aplonis fusca
Estorninho-de-norfolk ou estorninho-da-norfolk (Aplonis fusca) é uma espécie extinta de ave passeriforme que era encontrada nas ilhas Norfolk e Lord Howe. Foi descrita cientificamente por Heinrich von Kittlitz em 1836.